# مسجد جميك سلطان ناتا
مسجد جميك سلطان ناتا هو مسجد تاريخي في غرب كاليمانتان في إندونيسيا، والذي يقع في مدينة سينتانغ المكرمة مجمع قصر، وتحديدا في كامبونج هيلير، كابواس سينتانغ.

## العمارة
مسجد جميك سلطان ناتا تم تشييده بالكامل من الخشب، وقد خضع المسجد للتجديد عدة مرات، وتم الاحتفاظ بثمانية أعمدة مصنوعة من الخشب من البناء القديم، الأعمدة الخشبية اسطوانية تصل ارتفاعها إلى أكثر من 10 ياردات ما يزال قائما قويا على الرغم من عمره الذي تجاوز ثلاثة قرون، للمسجد ثلاثة سقوف مسطحه، السقف الأول والثاني على شكل هرم في حين أن الثالث هو سقف مثمن مخروطي الشكل، كل قسم في المسجد مغطى بطلاء أبيض مع القليل من الخطوط الخضراء على بعض الأجزاء مثل النوافذ والركائز الأساسية والجدران، وبعد التجديد في عام 2000 تميز المسجد بحديقة زينت بأشجار النخل، في مقدمة المسجد ابني جسر مشاة الخشبي يربط بين المسجد والقصور التي هي في الأساس مفصولة عن الطرق المعبدة المحاذية لها، منذ تلك السنة اختير المسجد كموقع للتراث الثقافي في سينتانغ .